# Окс, Петер
Петер Окс (20 августа 1752, Нант, Франция — 19 июня 1821, Базель, Швейцария) — швейцарский политик, более всего известный как автор первой конституции недолговечной Гельветической республики.
Родился во Франции в семье базельских аристократов. В 1769 году переехал Базель, изучал право, получил докторскую степень по юриспруденции в 1776 году. Был ревностным противником идеи Швейцарской конфедерации и после начала во Франции революции в 1789 году выступил с призывом к французам ввести войска в Швейцарию с целью свержения конфедеративного режима и помощи в создании единой Швейцарии.
В 1798 году французское вторжение состоялось, и Окс написал конституцию для вновь созданного государства, Гельветической республики, созданного по французской модели. При новом режиме был создан двухпалатный парламент, и Окс сначала стал первым президентом Сената в нём, а затем возглавил Директорию, орган исполнительной власти. В скором времени французские оккупационные войска начали грабить государственную казну, в результате чего Швейцария погрузилась в хаос, в котором обвинили Окса. 25 июня 1799 года он, рассорившись со своим ближайшим союзником Арпом, ушёл из правительства. Гельветическая республика прекратила своё существование в 1803 году, после чего Швейцария вновь стала конфедерацией.
Окс в итоге вернулся в Базель и в последние годы жизни составил государственный и уголовный кодекс кантона (1813 и 1821 годы соответственно), а также участвовал в реорганизации городского университета.